# Eduardo Zancada

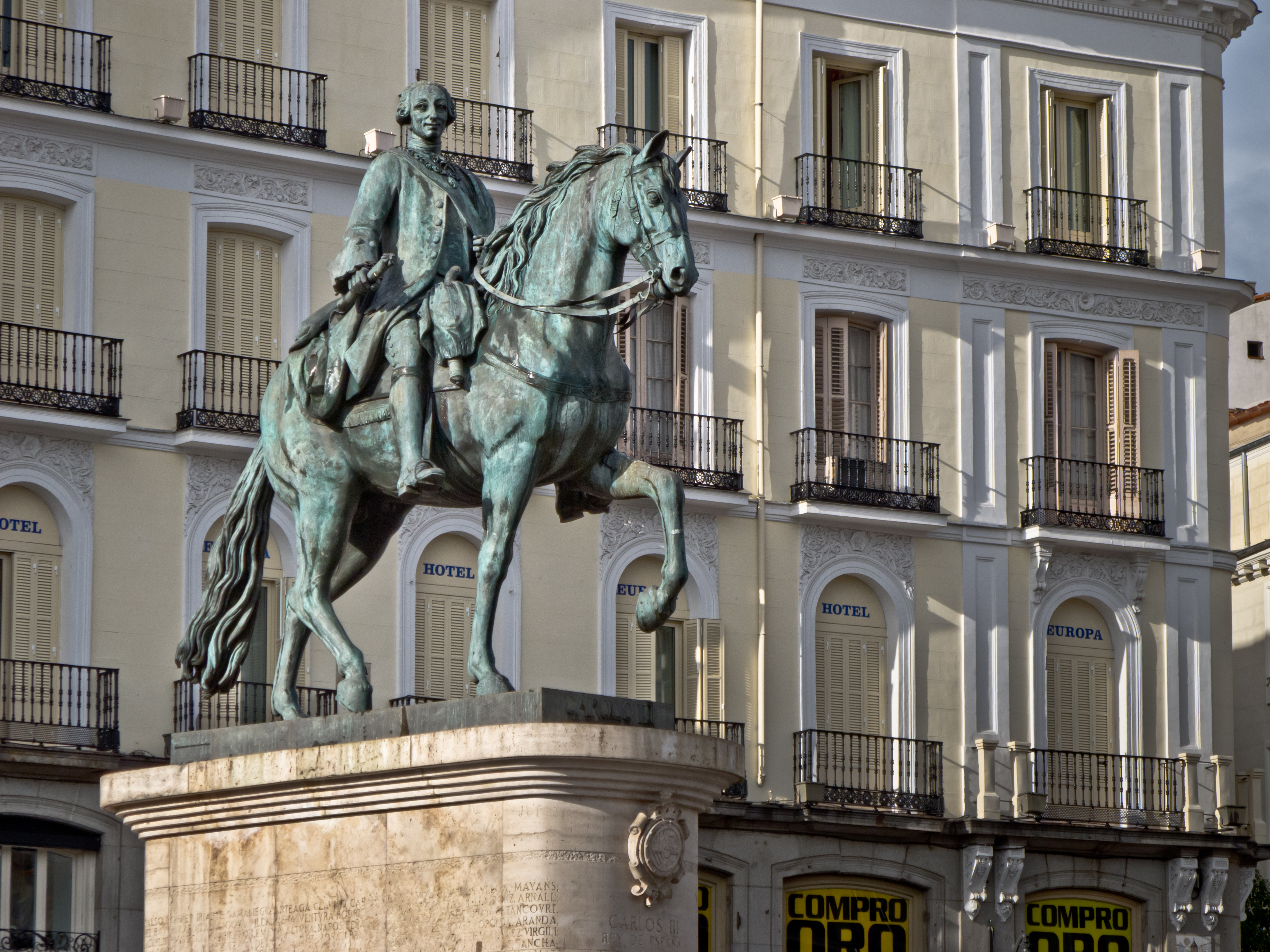
Estatua ecuestre de Carlos III, en la Puerta del Sol, Madrid.

Eduardo Zancada Pérez (Mérida, 1946) es un escultor español contemporáneo y moderno con influencia barroca y tendencia darwinista. 

## Biografía
Es hijo de Eduardo Zancada Alarcón, que fue alcalde de Mérida entre 1952 y 1954.
Prolífico escultor catalogado como exponente del realismo, que se inspira en la tradición española de los escultores imagineros del barroco. En 1991 fue nombrado Profesor Titular de Escultura en la Escuela Universitaria de Bellas Artes de la Universidad Complutense.
Junto con Miguel Ángel Rodríguez es autor de la estatua ecuestre de Carlos III, erigida en Madrid en 1994, basada en un pequeño modelo de Juan Pascual de Mena de 1780 conservado en la Real Academia de Bellas Artes de San Fernando.
En 2007, erigió en Mérida, las estatuas ecuestres de Augusto y Marco Agripa.